# Lamelle (microscopie)
Pour les articles homonymes, voir Lamelle.
 (mars 2023).
Si vous disposez d'ouvrages ou d'articles de référence ou si vous connaissez des sites web de qualité traitant du thème abordé ici, merci de compléter l'article en donnant les références utiles à sa vérifiabilité et en les liant à la section « Notes et références ».

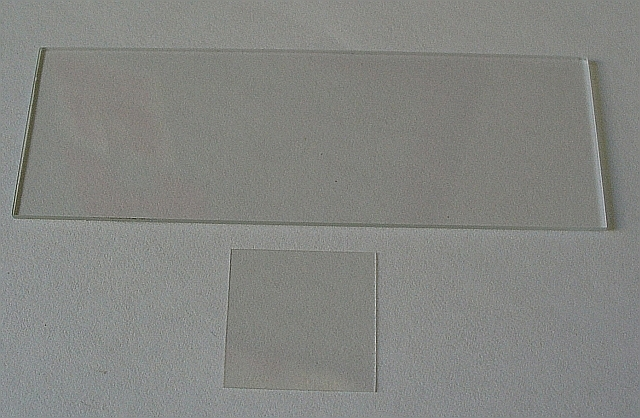
Une lame (en haut) et une lamelle (en bas).

Une lamelle (ou lamelle couvre-objet) est une petite plaque de verre fine  utilisée pour couvrir un échantillon placé sur une lame pour une observation au microscope.
Elle permet d'emprisonner les échantillons liquides en leur donnant une épaisseur régulière et en les stabilisant, ainsi que d'éviter un contact avec l'échantillon lors de la manipulation de la lame ou de l'ajustement du microscope.